# Johannes-Nepomuk-Statue (Teuschnitz)

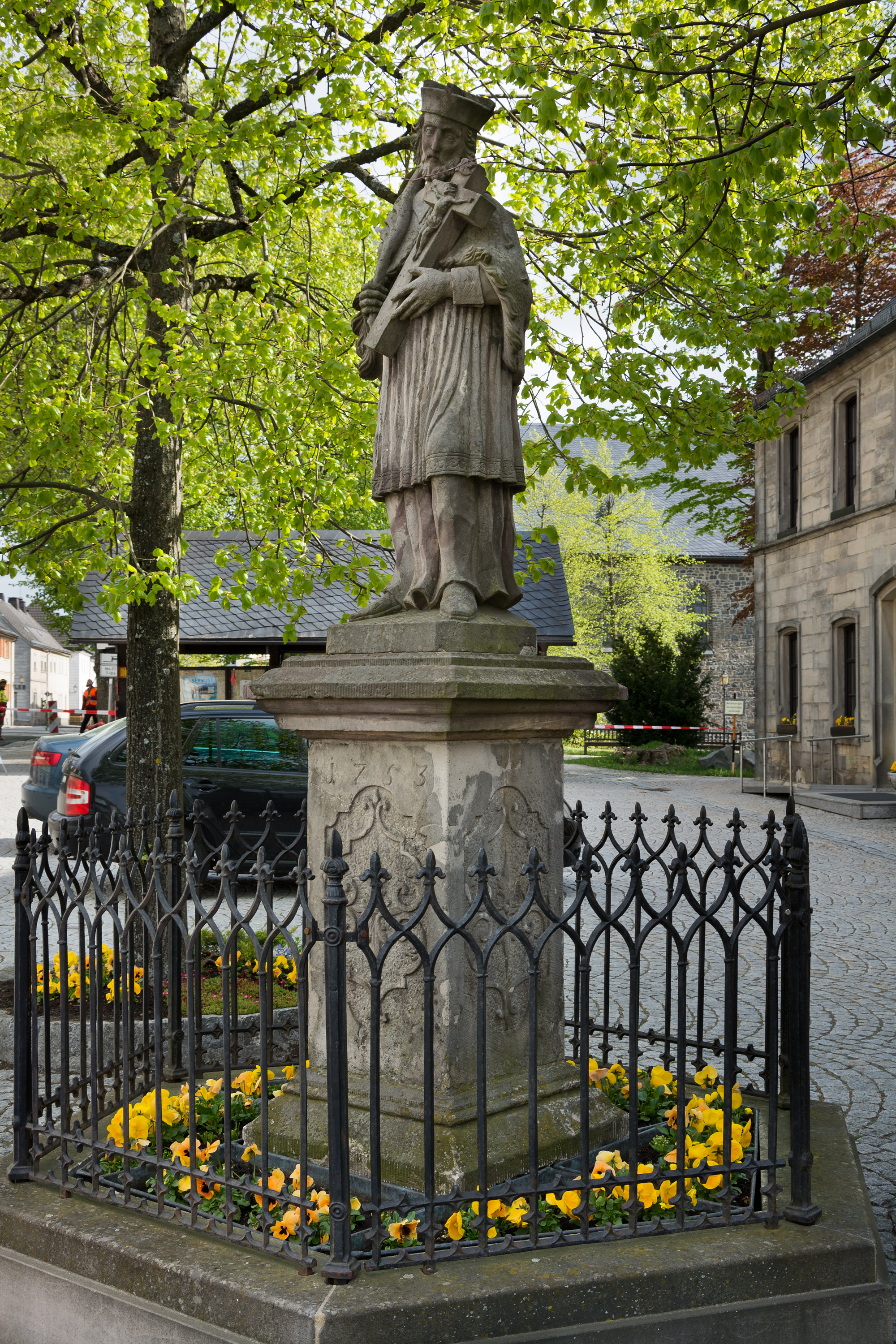
Johannes-Nepomuk-Statue

Teuschnitz 1. Hälfte 19. Jh.; Nepomuk-Statue vor dem mittleren Turm des heute nicht mehr existierenden Schlosses.

Die Johannes-Nepomuk-Statue vor dem Rathaus der oberfränkischen Stadt Teuschnitz ist eine Darstellung des Heiligen Johannes Nepomuk.
Die als Baudenkmal geschützte Statue aus Sandstein steht auf einem hohen quadratischen Sockel, dessen vier Seiten mit Ornamenten verziert sind. An der Vorderseite des Sockels ist unterhalb des gesimsten Abschlusses das Errichtungsjahr 1753 eingemeißelt. Sockel und Statue sind zum Schutz mit einem nachträglich angebrachten sechseckigen Eisengitter umgeben.
Der Grund für die Errichtung der Nepomuk-Statue ist nicht überliefert. Möglicherweise besteht ein Zusammenhang mit einer früheren Wallfahrt von Teuschnitz zur Wallfahrtskirche Maria Kulm im Egerland. Daneben sollte der Heilige wohl auch den gegenüberliegenden Stadtbrunnen vor dem Austrocknen schützen.